# 康業信貸

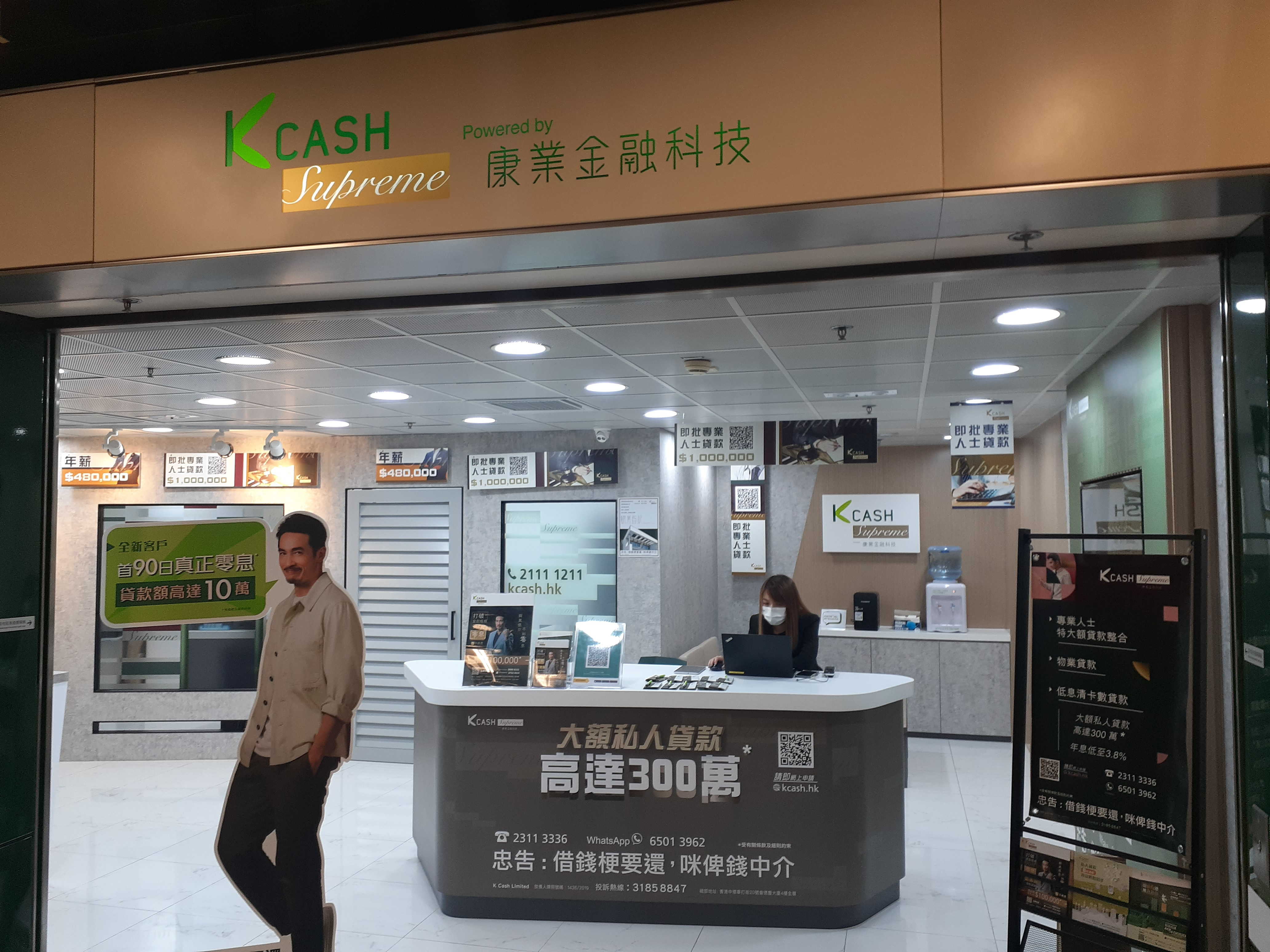
康業金融科技集團在尖東站分行

康業信貸有限公司（簡稱康業信貸），是由獅子會前會長李常盛及配偶李碧葱在1997年創立，現時總裁為李根泰，主要在香港經營財務信貸及提供貸款服務。品牌為「康業信貸快遞」。
總部曾位於中環永安集團大廈，但在2007年遷往中環畢打街20號會德豐大廈4樓至今。

## 旗下公司
2023年12月，集團旗下主要從事無抵押貸款的K Cash集團（港交所：2483）上市。K Cash旗下業務包括會員優惠平台Katch。

## 外部連結
- Konew.com （页面存档备份，存于）
- MoneySQ.com （页面存档备份，存于）
- kcash.hk （页面存档备份，存于）